# 2017 en architecture
| Années de l'architecture : 2014 - 2015 - 2016 - 2017 - 2018 - 2019 - 2020    |
| Décennies de l'architecture : 1980 - 1990 - 2000 - 2010 - 2020 - 2030 - 2040 |

Les événements liés à l'architecture en 2017 :

## Réalisations
- 8 novembre : inauguration du Louvre Abou Dabi conçu par Jean Nouvel.

## Événements
- 4 octobre : désignation des lauréats de la troisième édition des Trophées Eiffel d'architecture acier

## Récompenses
- 1er mars : Rafael Aranda, Carme Pigem et Ramon Vialta (RCR Arquitectes) obtiennent le prix Pritzker.